# Гарольд-вуд (станція)
51°35′34″ пн. ш. 0°14′03″ сх. д. / 51.5928° пн. ш. 0.2343° сх. д.
Гарольд-вуд (англ. Harold Wood) — залізнична станція на залізниці Great Eastern Main Line обслуговує місто Гарольд-вуд, лондонське боро Гейверінг, Східний Лондон. Розташована за 24.1 км від станції Ліверпуль-стріт. Тарифна зона — 6. Пасажирообіг за 2016 рік — 2.930 млн.
Станцію було відкрито 1 грудня 1868 році, на залізниці Great Eastern Railway. Станція на початок 2018 року є під орудою TfL Rail, з 2019 — Crossrail, зі станції потягами можна буде дістатися до станцій в центрі Лондона, а також до Редінга та аеропорту Лондон-Хітроу

## Пересадки
- Автобуси оператора London Buses маршрутів 256, 294, 347 та 496.